# Икалтойский монастырь
Икалтойский монастырь (монастырь Икалто , груз. იყალთოს მონასტერი)  — грузинский православный монастырь в восточной Грузии, в краю Кахетия, основанный в VI веке. Расположен рядом с селом Икалто в 10 километрах на запад от Телави. Монастырь известен своей Академией Икалто, в которой по преданию учился Шота Руставели.

## История
Монастырь был основан Зеноном Икалтским, одним из Тринадцати Ассирийских отцов, пришедших в середине VI века из Сирии в Грузию по благословлению Симеона Столпника и основавших множество грузинских монастырей. Зенон проповедовал в Кахетии и основал монастырь на склонах Кахетинского хребта. Монастырь стал делом его жизни, святой похоронен в его стенах. Монастырь стал одним из культурно-схолатических центров Грузии благодаря своей Академии. Академия была основана Арсением Икалтским по приказу грузинского царя Давида Строителя в 1106 году. Много крупных грузинских схоластиков училось в Академии, самым известным учеником был великий поэт Шота Руставели. В Академии Икалто изучались теология, риторика, астрономия, философия, география, геометрия, арифметика, музыка и грамматика, проводились практические работы по медицине, сельскому хозяйству, работам по металлу, виноделию и производству сосудов квеври и марани.

## Постройки
В монастыре сохранились 3 церкви. Самая древняя — церковь святой Троицы (Самеба) VI века. Она расположена в северной части монастыря и основана ещё при святом Зеноне. В XX веке церковь перестроили, хотя основные элементы фундамента и древние формы стен сохранились. Главный храм комплекса — церковь Святого Духа (Гвтаеба) построен в VII-IX веках на месте могилы преподобного Зенона. Церковь многократно достраивали и перестраивали, последняя реконструкция произошла в XIX веке, которая последовала после разрушения,  которое в 1616 году произвели персидские воины Шаха Аббаса. Они разорили монастырь и уничтожили Академию. Третья церковь Рождества Богородицы относится к XII-XIII веку. 
Ежегодно в ноябре в память о Шота Руставели в монастыре Икалто проходит праздник «Шотаоба».